# Юрий Гагарин (стадион)
Юрий Гагарин е футболен стадион във Варна, съществувал до 2007 г.
На него мачовете си са играли отборите на Спартак и Черно море. Капацитетът на съоръжението е 40 000 зрители, но през 1983 събира повече от 45 000 на мач между Спартак (Варна) и Манчестър Юнайтед. Рекордната му посещаемост е през 1966 между отборите на Черно море и Левски 50 000 зрители. Стадионът се е казвал „Варна“ до 2005, когато е решено да му се върне старото наименование. Същата година е продаден на Спортен комплекс Варна АД. През 2007 стадионът е съборен и на негово място ще бъде изграден нов градски стадион с 22 хиляди места.

## История
Последният мач, който се играе на стадион „Юрий Гагарин“ е варненското дерби на 9 октомври 1993 година.
С протоколно решение №27/04.05.2005 г. на Общински съвет Варна е взето решение за учредяване на акционерно дружество „Спортен комплекс – Варна“ АД. Дружеството е учредено на 26.05.2005 г. с решение №3370/2005 г. /фирмено дело 1746/ на ВОС. Уставът на дружеството е вписан на 25.07.2005 г. т.XI №295, регистър 18464.
Старият стадион е съборен през 2007 г. Същата година е сключен договорът с „ДЖИ ЕМ ПИ“ за проектиране на генерален и идеен проект.
На 06.07.2008 г. е сключен договорът за строителен надзор и е започнало преместване на подземните проводи и подготовка на терена – изкопни работи и изграждане на шлицовата подпорна стена.
Процентното съотношение между Община Варна и „Химимпорт“ е: 35% към 65%.
По точката прилагам справка на инвестициите:
|    | Вид на разхода                  | Лева          |
| -- | ------------------------------- | ------------- |
|    |                                 |               |
| 1  | Проектиране                     | 3 799 085,06  |
| 2  | Консултантски услуги **         | 1 425 681,51  |
| 3  | Подготовка на терена            | 572 907,33    |
| 4  | CMP *                           | 10 437 909,70 |
| 5  | Строителен надзор               | 130 000,00    |
| 6  | Компесаторна програма           | 12 759,50     |
| 7  | Водопровод и канализация УПИ 11 | 39 348,80     |
| 8  | Охрана                          | 212 376,80    |
| 9  | Осигуряване на терени           | 491 392,25    |
| 10 | Данък сгради и такса смет       | 791 104,54    |
|    |                                 |               |
|    | ОБЩО:                           | 17 912 565,17 |

| Разбивка на CMP:                                              | 10 437 909,70 |
| ------------------------------------------------------------- | ------------- |
| Изкоп, укрепване, пилоти (Стимекс)                            | 7 192 454,40  |
| Изместване на водопровод, улична и дъждовна канализация (ВиК) | 1 097 633,70  |
| Изместване на електропровод                                   | 242 993,77    |
| Други                                                         | 1 904 827,83  |

Паричната вноска на „Химимпорт“ АД е 22 474 000 лв., а на Община Варна – 12 101 000 лв., обезпечени с имоти. Общият капитал на дружеството е 34 575 000 лв.
Разработени са два варианта архитектурни и технически проекти – за 32 хиляди места и за 22 хиляди места.